# City of Melbourne
City of Melbourne är en region i Australien.   Den ligger i delstaten Victoria, i den sydöstra delen av landet, 500 km sydväst om huvudstaden Canberra. Antalet invånare är 116 447.
Följande samhällen finns i City of Melbourne:
- Melbourne
- Ascot Vale
- North Melbourne
- Southbank
- Docklands
- East Melbourne
- West Melbourne